# Hippolyte (Garnier)
Pour les articles homonymes, voir Hippolyte.
Hippolyte est une tragédie humaniste du dramaturge français Robert Garnier, publiée pour la première fois en 1573. Son titre complet est Hippolyte, Tragedie de Rob. Garnier Conseiller du Roy, au siege Presidial et Senechaussee du Maine.

## Résumé
- Acte 1 : l’ombre d'Egée annonce les malheurs que va connaître sa descendance. Hippolyte raconte le songe où il est vaincu par un lion. Le chœur des chasseurs prie Diane et condamne les passions.
- Acte 2 : Phèdre est consumée par son amour pour Hippolyte. La Nourrice essaie de détourner sa maîtresse de cette passion. Comme Phèdre a affirmé son désir de mourir, la Nourrice ira adoucir Hippolyte. Les habitants d’Athènes condamnent les ravages de l’amour.
- Acte 3 : dans un monologue, Phèdre fait part de sa douleur. Elle s’adresse au jeune homme absent. Dans le monologue qui suit, la Nourrice déplore le sort de sa maîtresse. Phèdre prie Diane pour qu’Hippolyte réponde à ses vœux. À la Nourrice qui fait l’apologie de l’amour, Hippolyte fait celle de la vie solitaire et montre son mépris des femmes. Phèdre avoue son sentiment à Hippolyte qui renonce à la frapper et jette son épée à terre. La Nourrice appelle les serviteurs pour faire croire à une agression d’Hippolyte. Le chœur aimerait que la vertu l’emporte sur le vice.
- Acte 4 : revenu, Thésée ne parvient pas à faire dire à la Nourrice ce qui la préoccupe gravement. Menaçant de torturer la Nourrice, il obtient de Phèdre une explication : Hippolyte a voulu la violenter. Thésée demande à Neptune de punir son fils. Seule sur scène, accablée de remords, la Nourrice met fin à ses jours. Le chœur prie Neptune de ne pas répondre au vœu de Thésée.
- Acte 5 : un messager apprend à Thésée la mort de son fils. Phèdre avoue sa faute à Thésée et se tue. Le chœur des femmes d’Athènes pleure Hippolyte. Dans un ultime monologue, Thésée renonce à mourir.